# Saint-Nicolas-de-Sommaire
Saint-Nicolas-de-Sommaire là một xã ở tỉnh Orne Hauts-de-France tây bắc nước Pháp. Xã Saint-Nicolas-de-Sommaire nằm ở khu vực có độ cao trung bình 248 mét trên mực nước biển.